# Pavel Tigrid
Pavel Tigrid, urodzony jako Pavel Schönfeld (ur. 27 października 1917 w Pradze, zm. 31 sierpnia 2003 w Héricy) – czeski dziennikarz, polityk i publicysta.

## Życiorys
Urodził się w zasymilowanej rodzinie żydowskiej. Krewny pisarzy Antala Staška i Ivana Olbrachta.
Pod koniec lat 30. studiował prawo na Uniwersytecie Karola w Pradze. Interesował się także teatrem i literaturą (założyciel stowarzyszenia Divadelní kolektiv mladých i redaktor czasopisma „Studentský časopis”).
W marcu 1939 r. uciekł do Londynu, gdzie był najpierw magazynierem i kelnerem, a następnie prowadzącym programy i redaktorem czeskiego serwisu BBC. Publikował w różnych czasopismach – „Kulturní zápisník” (w języku czeskim i angielskim) i „Review 42" (w angielskim). Po powrocie do Pragi był pracownikiem Ministerstwa Spraw Zagranicznych, potem czynny w prasie Czechosłowackiej Partii Ludowej. W latach 1945–1948 komentator gazet „Lidová demokracie” i „Obzory”, 1946–1948 redaktor naczelny tygodnika „Vývoj”.
W lutym 1948 r. pozostał w zachodnich Niemczech. W latach 1951–1952 był dyrektorem programów serwisu czechosłowackiego rozgłośni Radio Wolna Europa. W latach 1952–1960 przebywał w Stanach Zjednoczonych, potem w Paryżu. W 1956 r. założył czasopismo „Svědectví”, najpierw drukowane w USA, w latach 1960–1990 we Francji i od 1990 w Czechach. Należał do grona głównych ideologicznych i politycznych rzeczników czechosłowackiego uchodźstwa po 25 lutego 1948 r.
W 1990 r. powrócił do kraju. W latach 1990–1991 był członkiem Rady Konsultantów i Kolegium Prezydenta Czecho-Słowackiej Republiki Federacyjnej, 1991–1992 – doradcą Prezydenta Czecho-Słowackiej Republiki Federacyjnej, 1994–1996 na stanowisku czeskiego ministra kultury oraz w latach 1997–1998 jako doradca Kancelarii Prezydenta Republiki Czeskiej ds. stosunków czesko-niemieckich.
Znany także jako autor bardzo licznych artykułów w czasopismach, esejów, słuchowisk radiowych i książek.
W 1992 r. odznaczony francuskim Orderem Legii Honorowej, w 1993 wyróżniony tytułem doktora honoris causa Uniwersytetu Karola w Pradze, a w 1995 r. czeskim Orderem Tomasza Masaryka i w 2000 r. niemieckim Wielkim Krzyżem Zasługi z Gwiazdą.

## Twórczość
- Ozbrojený mír (1948)
- Marx na Hradčanech (New York 1960)
- La chute irrésistible d’Alexander Dubček (Paryż, 1969)
- Pražské jaro (1968)
- Politická emigrace v atomovém věku (Paryż 1968, Köln 1974, Praga 1990)
- Dnešek je váš, zítřek je náš (1982)
- Kapesní průvodce inteligentní ženy po vlastním osudu (Toronto 1988, Praga 1990)
- Jak to šlo (1994)
- Glosy (wybór komentarzy dla stacji Radiožurnál z lat 1996–1999; 2000)